# George von Engelbrechten
Georg von Engelbrechten (* 30. April 1855 in Neustadt am Rübenberge; † 6. Oktober 1935 in Eberswalde) war ein preußischer General der Infanterie.

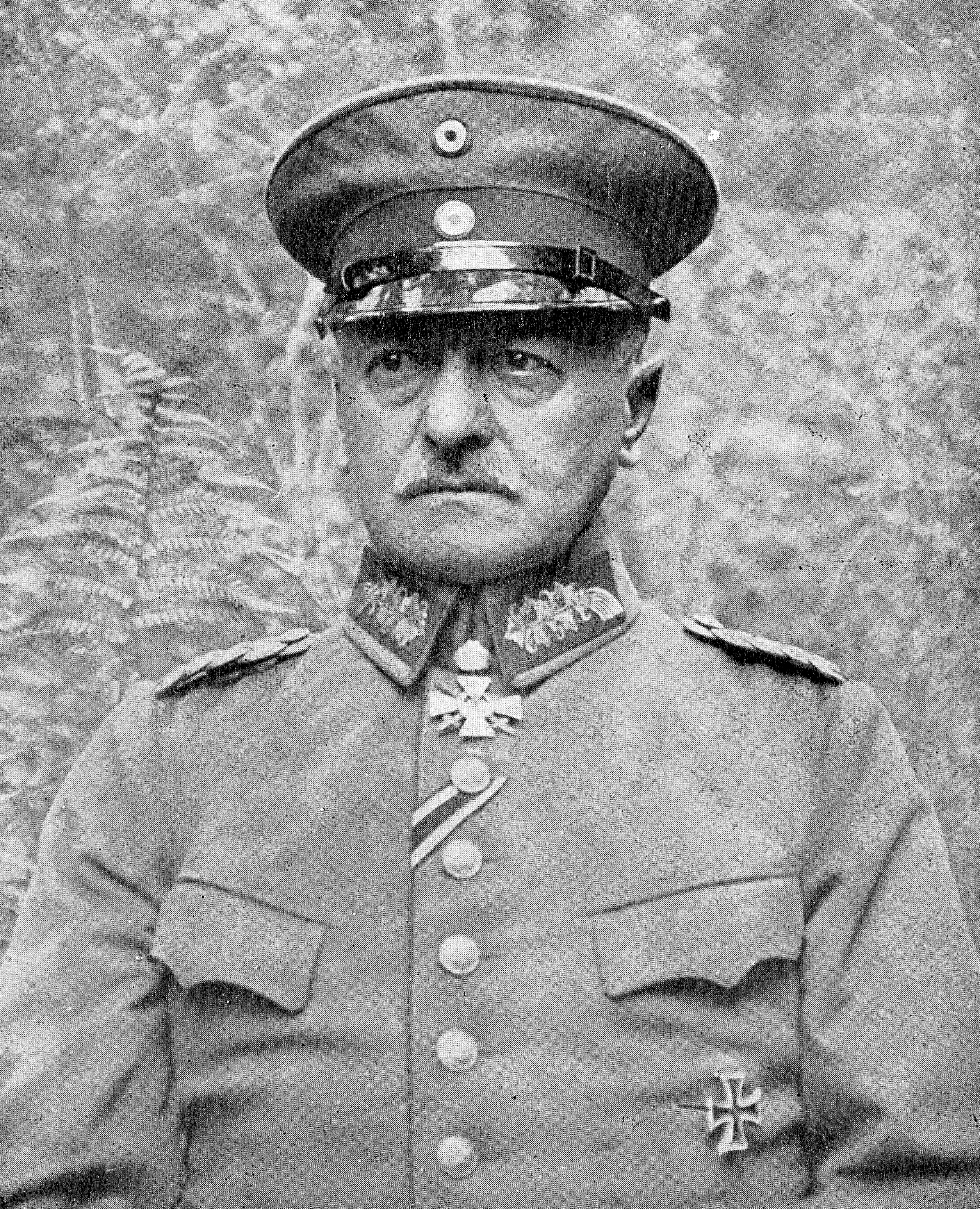
Georg von Engelbrechten (1917)

## Leben

### Herkunft
Er entstammte der 1728 nobilitierten Familie Engelbrechten. Seine Eltern waren der Hannoversche Oberstleutnant Karl von Engelbrechten (1821–1907) und dessen Ehefrau Sophie, geborene von Hattdorf (1820–1903). Der preußische Generalleutnant Maximilian von Engelbrechten (1851–1911) war sein älterer Bruder.

### Militärkarriere
Engelbrechten trat am 19. April 1873 aus dem Kadettenkorps kommend als Fähnrich in das Westfälische Jäger-Bataillon Nr. 7 in Bückeburg ein. Dort erfolgte am 15. Oktober 1874 seine Beförderung zum Sekondeleutnant. Am 1. Oktober 1877 folgte eine einjährige Kommandierung nach Hildesheim zum 3. Hannoverschen Infanterie-Regiment Nr. 79. Zurückgekehrt wurde Engelbrechten vom 1. Oktober 1881 bis 1. August 1885 als Adjutant verwendet und zwischenzeitlich am 20. September 1884 zum Premierleutnant befördert. Als solchen kommandierte man Engelbrechten vom 1. Oktober 1885 bis 21. Juli 1888 an die Kriegsakademie. Zeitgleich mit der Beförderung zum Hauptmann folgte am 19. November 1889 die Ernennung zum Kompaniechef im Pommerschen Jäger-Bataillon Nr. 2. Innerhalb des Bataillons stieg Engelbrechten mit der Beförderung zum Major am 18. August 1900 zum stellvertretenden Kommandeur auf. Am 18. Mai 1901 versetzte man ihn nach Hamburg, um bis zum 21. März 1907 als Kommandeur des III. Bataillons des Infanterie-Regiments „Hamburg“ (2. Hanseatisches) Nr. 76 zu fungieren. Als Oberstleutnant (seit 16. Februar 1907) kam Engelbrechten anschließend zum Stab des Grenadier-Regiments „König Friedrich I.“ (4. Ostpreußisches) Nr. 5 nach Danzig. Er übernahm dann das Regiment am 22. März 1910 mit der Beförderung zum Oberst. Nach drei Jahren folgte am 18. April 1913 die Beförderung zum Generalmajor sowie die Ernennung zum Kommandeur der 69. Infanterie-Brigade in Graudenz.
Mit Ausbruch des Ersten Weltkriegs kam die Brigade an der Ostfront nach Grenzscharmützel zunächst in der Schlacht bei Gumbinnen sowie in der Schlacht bei Tannenberg zum Einsatz. Anschließend beteiligte sie sich bei der Schlacht an den Masurischen Seen und der Schlacht um Łódź. Am 4. März 1915 wurde Engelbrechten dann zum Kommandeur der neu aufgestellten 50. Infanterie-Division ernannt, mit der er an der Westfront in der Champagne antrat. Von Mitte April bis Anfang November 1916 rangen seine Truppen in der Schlacht um Verdun und beteiligten sich an der Erstürmung des Fort Vaux. Von November 1916 bis Ende Februar 1917 kämpfte die Division in den Argonnen und kam anschließend mit der 7. Armee an die Aisne, wo sie sich in der dortigen Schlacht mehrfach gegen Angriffe der Franzosen behaupten konnte. Zwischenzeitlich am 22. März 1917 zum Generalleutnant befördert, wurde Engelbrechten im Februar 1918 der Stern zum Roten Adlerorden mit Eichenlaub, Schwertern und der Krone verliehen. Am 1. Juli 1918 gab er das Kommando über die Division ab und wurde zum Gouverneur von Riga und Dünamünde ernannt.
Auf eigenen Wunsch hin wurde Engelbrechten am 23. Oktober 1918 unter Belassung in seiner Stellung zur Disposition gestellt. Am 2. Januar 1919 erfolgte unter gleichzeitiger Verleihung des Charakters als General der Infanterie seine Verabschiedung in den Ruhestand.

### Familie
Engelbrechten vermählte sich 1892 in Siegsruh bei Unisław mit Klara Sieg (* 1875; † 1959). Aus der Ehe gingen drei Kinder hervor:
- Georg Julius Karl Maximilian (* 1894)
- Klara Sophie Elise (* 1896)
- Julius Karl (1900–1971), deutscher Nationalsozialist und Publizist

## Auszeichnungen
- Kronenorden III. Klasse[2]
- Rechtsritter des Johanniterorden[2]
- Preußisches Dienstauszeichnungskreuz[2]
- Ehrenkreuz des Lippischen Hausordens III. Klasse[2]
- Eisernes Kreuz (1914) II. und I. Klasse
- Komtur des Königlichen Hausordens von Hohenzollern mit Schwertern am 11. Mai 1918
- Pour le Mérite am 8. Juli 1918